# آلیسون ویر
آلیسون ویر (به انگلیسی: Aison Weir) متولد ۸ ژوئیه ۱۹۵۱ یک نویسنده انگلیسی‌تبار رمان‌های تاریخی است. ویر در شهر لندن زاده شد و رشد نمود.
او خالق رمان‌های لیدی الیزابت، خائن بی‌گناه، ارثیه شوم، بازی ازدواج، ملکه اسیر و... است.